# Праиндоиранская религия
Праиндоира́нская рели́гия — совокупность религиозных воззрений индоиранцев (ариев). Праиндоиранская религия реконструируется на основе сохранившихся данных ведийской религии (индоарии) и зороастризма (иранские народы), основными источниками для её реконструкции являются Ригведа и Авеста. Религия индоиранцев включала в себя понятие космического закона и порядка *rta (ведийская рита, авестийская аша), священное растение и напиток из него *sauma (ведийская сома, авестийская хаома), бог договора и общественного согласия *mitra (ведийский и авестийский Митра), а также понятие «доли» и божества *bhaga (ведийский Бхага, авестийский и древнеперсидский Бага). Праиндоиранская религия — развитие праиндоевропейской религии.
В праиндоиранской религии, судя по всему, существовало две противопоставленные группы божеств — дайвы и асуры (*daiva и *asura). Также в данной религии существовал культ священных рек, в частности, Сарасвати, и миф о Змееборчестве.

## Родственные термины и понятия
На основе анализа данных Ригведы и Авесты исследователями выделяются общие для этих памятников термины и понятия, которые и были характерны для праиндоиранской религии.
| Индоиранский  | Ведийское понятие              | Авестийское понятие                                    | Общее значение                                   |
| ------------- | ------------------------------ | ------------------------------------------------------ | ------------------------------------------------ |
| *agni         | Агни                           | aɣni-                                                  | обожествлённый огонь                             |
| *ap           | Апас                           | Ап                                                     | «вода», āpas «Воды»                              |
| *apām napāt   | Апам Напат                     | Апам Напат                                             | «Потомок Вод»                                    |
| *aryaman      | Арьяман                        | Айрьяман                                               | «арийское общество»                              |
| *ṛta          | рита                           | аша/арта                                               | «истина, закон мироздания»                       |
| *asura        | асуры                          | ахура                                                  | группа божеств                                   |
| *athar-van-   | атхарван                       | атраван (āϑrauuan)                                     | «жрец»                                           |
| *azi          | ахи                            | ажи                                                    | «змей, дракон»                                   |
| *daiva        | дева                           | дэв (daeva, daēuua)                                    | группа божеств                                   |
| *indra        | Индра                          | iṇdra-                                                 | имя мужского божества                            |
| *mantra       | мантра                         | mąθra-                                                 | «священная формула, заклинание»                  |
| *manu         | Ману                           | ману                                                   | «человек»                                        |
| *mi-tra-      | Митра                          | Митра (mithra, miϑra)                                  | «согласие, договор»                              |
| *nāsatya-     | Насатья                        | Nåŋhaiθya-                                             | божественные близнецы-всадники                   |
| *sarvatāt     | сарватат                       | Хаурватат (Hauruuatāt), Хордад                         | «целостность, совершенство»                      |
| *saras-vnt-ih | Сарасвати                      | Харахваити (Haraxvati, Haraxvaitī) (Ардвисура Анахита) | обожествлённая река                              |
| *sarva        | Шарва («лучник», эпитет Рудры) | sauruua- «имя демона»                                  | имя мужского божества                            |
| *sau-ma-      | сома                           | хаома                                                  | обожествлённое растение и напиток из него        |
| *sva(h)r-     | свар                           | хвар                                                   | солнце                                           |
| *vṛ-tra-      | Вритра                         | веретра (vərəϑra) (ср. Веретрагна (Vərəϑraγna))        | «препятствие»                                    |
| *yama         | Яма                            | Йима, Джамшид                                          | сын солнечного божества (Вивасвата, Vīuuahuuant) |
| *yaj-na-      | яджня                          | ясна, язаты                                            | «жертва, поклонение»                             |